# Volby do zastupitelstev krajů v Česku 2000
První volby do krajských zastupitelstev proběhly 12. listopadu 2000 ve všech krajích České republiky kromě hlavního města Prahy. Volby provázela nízká volební účast, která dosáhla pouze 33,64 % (celkem platně hlasovalo 2 349 124 voličů, tj. 97,61 % odevzdaných hlasů).
Celkově bylo voleno 675 členů zastupitelstva kraje. Nejvíce mandátů získala Občanská demokratická strana (185 mandátů), těsně druhá skončila Čtyřkoalice (4K; KDU-ČSL, ODA, Unie svobody, Demokratická unie) (171 mandátů). Vládnoucí ČSSD skončila s 111 mandáty až na čtvrtém místě za KSČM se 161 mandáty.

## Celkové výsledky
| Strana, koalice, hnutí             | Počet hlasů | %      | PM  |
| ---------------------------------- | ----------- | ------ | --- |
| Občanská demokratická strana       | 559 301     | 23,8 % | 185 |
| Čtyřkoalice                        | 537 012     | 22,9 % | 171 |
| Komunistická strana Čech a Moravy  | 496 688     | 21,1 % | 161 |
| Česká strana sociálně demokratická | 344 441     | 14,7 % | 111 |
| NEZÁVISLÍ                          | 63 085      | 2,7 %  | 13  |
| Sdružení nezávislých kandidátů     | 53 150      | 2,26 % | 16  |
| Strana pro otevřenou společnost    | 12 539      | 0,5 %  | 5   |
| Ostatní                            |             |        | 0   |

## Výsledky podle krajů

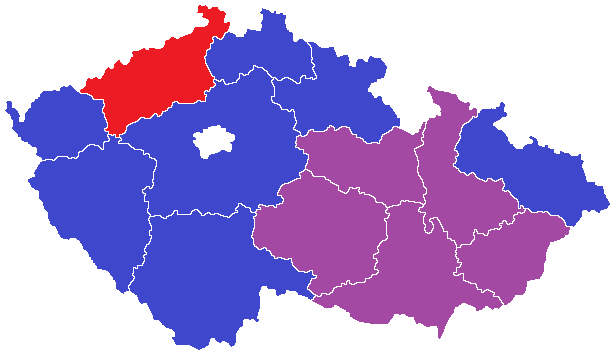
Mapa výsledků (modrá ODS, fialová Čtyřkoalice, červená KSČM)

### Středočeský kraj
| Strana                             | Hlasů   | %     | PM | % |
| ---------------------------------- | ------- | ----- | -- | - |
| Občanská demokratická strana       | 81 777  | 28,76 | 21 |   |
| Komunistická strana Čech a Moravy  | 62 358  | 21,93 | 16 |   |
| Čtyřkoalice                        | 60 571  | 21,30 | 16 |   |
| Česká strana sociálně demokratická | 45 050  | 15,84 | 12 |   |
| Koalice ČSNS a NEZÁVISLÍ           | 10 618  | 3,73  | –  | – |
| Strana za životní jistoty          | 7 081   | 2,49  | –  | – |
| Strana zelených                    | 5 427   | 1,90  | –  | – |
| REPUBLIKÁNI MIROSLAVA SLÁDKA       | 3 675   | 1,29  | –  | – |
| Koalice Pravý Blok - KAN           | 3 188   | 1,12  | –  | – |
| Strana venkova                     | 2 959   | 1,04  | –  | – |
| ostatní                            |         | <1    | –  | – |
| celkem (účast 32,77 %)             | 284 275 |       | 65 |   |

| ODS · ODS · ODS · ODS · ODS · ODS · ODS · ODS · ODS · ODS · ODS · ODS · ODS · ODS · ODS · ODS · ODS · ODS · ODS · ODS · ODS | KSČM · KSČM · KSČM · KSČM · KSČM · KSČM · KSČM · KSČM · KSČM · KSČM · KSČM · KSČM · KSČM · KSČM · KSČM · KSČM | Čtyřkoalice · Čtyřkoalice · Čtyřkoalice · Čtyřkoalice · Čtyřkoalice · Čtyřkoalice · Čtyřkoalice · Čtyřkoalice · Čtyřkoalice · Čtyřkoalice · Čtyřkoalice · Čtyřkoalice · Čtyřkoalice · Čtyřkoalice · Čtyřkoalice · Čtyřkoalice | ČSSD · ČSSD · ČSSD · ČSSD · ČSSD · ČSSD · ČSSD · ČSSD · ČSSD · ČSSD · ČSSD · ČSSD |

### Budějovický kraj
| Strana                             | Hlasů   | %     | PM | % |
| ---------------------------------- | ------- | ----- | -- | - |
| Občanská demokratická strana       | 42 707  | 25,84 | 16 |   |
| Čtyřkoalice                        | 37 213  | 22,52 | 13 |   |
| Komunistická strana Čech a Moravy  | 32 134  | 19,44 | 12 |   |
| Česká strana sociálně demokratická | 22 195  | 13,43 | 8  |   |
| Sdružení nezávislých kandidátů     | 17 511  | 10,59 | 6  |   |
| Koalice ČSNS a NEZÁVISLÍ           | 3 164   | 1,91  | –  | – |
| Strana za životní jistoty          | 2 956   | 1,78  | –  | – |
| Strana venkova                     | 2 852   | 1,72  | –  | – |
| Strana zelených                    | 1 723   | 1,04  | –  | – |
| ostatní                            |         | <1    | –  | – |
| celkem (účast 34,13 %)             | 165 241 |       | 55 |   |

| ODS · ODS · ODS · ODS · ODS · ODS · ODS · ODS · ODS · ODS · ODS · ODS · ODS · ODS · ODS · ODS | Čtyřkoalice · Čtyřkoalice · Čtyřkoalice · Čtyřkoalice · Čtyřkoalice · Čtyřkoalice · Čtyřkoalice · Čtyřkoalice · Čtyřkoalice · Čtyřkoalice · Čtyřkoalice · Čtyřkoalice · Čtyřkoalice | KSČM · KSČM · KSČM · KSČM · KSČM · KSČM · KSČM · KSČM · KSČM · KSČM · KSČM · KSČM | ČSSD · ČSSD · ČSSD · ČSSD · ČSSD · ČSSD · ČSSD · ČSSD | SNK · SNK · SNK · SNK · SNK · SNK |

### Plzeňský kraj
| Strana                                    | Hlasů   | %     | PM | % |
| ----------------------------------------- | ------- | ----- | -- | - |
| Občanská demokratická strana              | 36 957  | 24,17 | 13 |   |
| Komunistická strana Čech a Moravy         | 32 150  | 21,02 | 11 |   |
| Čtyřkoalice                               | 25 520  | 16,69 | 8  |   |
| Česká strana sociálně demokratická        | 22 848  | 14,94 | 8  |   |
| NEZÁVISLÍ                                 | 16 045  | 10,49 | 5  |   |
| Akce za zrušení Senátu                    | 6 092   | 3,98  | –  | – |
| Strana za životní jistoty                 | 2 628   | 1,71  | –  | – |
| Strana pro otevřenou společnost           | 2 539   | 1,66  | –  | – |
| Strana venkova                            | 2 091   | 1,36  | –  | – |
| Koalice Unie pro Evropu a Strany zelených | 1 791   | 1,17  | –  | – |
| REPUBLIKÁNI MIROSLAVA SLÁDKA              | 1 642   | 1,07  | –  | – |
| Česká strana národně sociální             | 1 529   | 1,00  | –  | – |
| ostatní                                   |         | <1    | –  | – |
| celkem (účast 35,55 %)                    | 152 890 |       | 45 |   |

| ODS · ODS · ODS · ODS · ODS · ODS · ODS · ODS · ODS · ODS · ODS · ODS · ODS | KSČM · KSČM · KSČM · KSČM · KSČM · KSČM · KSČM · KSČM · KSČM · KSČM · KSČM | Čtyřkoalice · Čtyřkoalice · Čtyřkoalice · Čtyřkoalice · Čtyřkoalice · Čtyřkoalice · Čtyřkoalice · Čtyřkoalice | ČSSD · ČSSD · ČSSD · ČSSD · ČSSD · ČSSD · ČSSD · ČSSD | NEZÁVISLÍ · NEZÁVISLÍ · NEZÁVISLÍ · NEZÁVISLÍ · NEZÁVISLÍ |

### Karlovarský kraj
| Strana                             | Hlasů  | %     | PM | % |
| ---------------------------------- | ------ | ----- | -- | - |
| Občanská demokratická strana       | 18 315 | 27,82 | 15 |   |
| Komunistická strana Čech a Moravy  | 14 723 | 22,37 | 12 |   |
| Čtyřkoalice                        | 12 572 | 19,10 | 10 |   |
| Česká strana sociálně demokratická | 10 792 | 16,39 | 8  |   |
| Koalice ČSNS a NEZÁVISLÍ           | 2 620  | 3,98  | –  | – |
| Strana venkova                     | 1 604  | 2,43  | –  | – |
| Strana zelených                    | 1 597  | 2,42  | –  | – |
| Strana za životní jistoty          | 1 512  | 2,29  | –  | – |
| REPUBLIKÁNI MIROSLAVA SLÁDKA       | 1 228  | 1,86  | –  | – |
| ostatní                            |        | <1    | –  | – |
| celkem (účast 28,44 %)             | 65 812 |       | 45 |   |

| ODS · ODS · ODS · ODS · ODS · ODS · ODS · ODS · ODS · ODS · ODS · ODS · ODS · ODS · ODS | KSČM · KSČM · KSČM · KSČM · KSČM · KSČM · KSČM · KSČM · KSČM · KSČM · KSČM · KSČM | Čtyřkoalice · Čtyřkoalice · Čtyřkoalice · Čtyřkoalice · Čtyřkoalice · Čtyřkoalice · Čtyřkoalice · Čtyřkoalice · Čtyřkoalice · Čtyřkoalice | ČSSD · ČSSD · ČSSD · ČSSD · ČSSD · ČSSD · ČSSD · ČSSD |

### Ústecký kraj
| Strana                                      | Hlasů   | %     | PM | % |
| ------------------------------------------- | ------- | ----- | -- | - |
| Komunistická strana Čech a Moravy           | 52 118  | 28,22 | 18 |   |
| Občanská demokratická strana                | 49 397  | 26,75 | 17 |   |
| Česká strana sociálně demokratická          | 31 832  | 17,24 | 11 |   |
| Čtyřkoalice                                 | 25 366  | 13,73 | 9  |   |
| NEZÁVISLÍ                                   | 9 094   | 4,92  | –  | – |
| REPUBLIKÁNI MIROSLAVA SLÁDKA                | 5 807   | 3,14  | –  | – |
| Strana za životní jistoty a Strana zelených | 4 963   | 2,68  | –  | – |
| Strana venkova                              | 2 635   | 1,42  | –  | – |
| ostatní                                     |         | <1    | –  | – |
| celkem (účast 29,68 %)                      | 184 625 |       | 55 |   |

| KSČM · KSČM · KSČM · KSČM · KSČM · KSČM · KSČM · KSČM · KSČM · KSČM · KSČM · KSČM · KSČM · KSČM · KSČM · KSČM · KSČM · KSČM | ODS · ODS · ODS · ODS · ODS · ODS · ODS · ODS · ODS · ODS · ODS · ODS · ODS · ODS · ODS · ODS · ODS | ČSSD · ČSSD · ČSSD · ČSSD · ČSSD · ČSSD · ČSSD · ČSSD · ČSSD · ČSSD · ČSSD | Čtyřkoalice · Čtyřkoalice · Čtyřkoalice · Čtyřkoalice · Čtyřkoalice · Čtyřkoalice · Čtyřkoalice · Čtyřkoalice · Čtyřkoalice |

### Liberecký kraj
| Strana                             | Hlasů   | %     | PM | % |
| ---------------------------------- | ------- | ----- | -- | - |
| Občanská demokratická strana       | 26 866  | 24,81 | 13 |   |
| Komunistická strana Čech a Moravy  | 17 648  | 16,29 | 9  |   |
| Čtyřkoalice                        | 16 024  | 14,79 | 8  |   |
| Česká strana sociálně demokratická | 14 083  | 13,00 | 7  |   |
| Strana pro otevřenou společnost    | 10 000  | 9,23  | 5  |   |
| NEZÁVISLÍ                          | 6 781   | 6,26  | 3  |   |
| Demokratická regionální strana     | 4 685   | 4,32  | –  | – |
| Liberecká unie pro sport a zdraví  | 4 356   | 4,02  | –  | – |
| Česká strana národně sociální      | 2 896   | 2,67  | –  | – |
| Strana svobodného severu           | 1 832   | 1,69  | –  | – |
| REPUBLIKÁNI MIROSLAVA SLÁDKA       | 1 698   | 1,56  | –  | – |
| ostatní                            |         | <1    | –  | – |
| celkem (účast 33,07 %)             | 108 272 |       | 45 |   |

| ODS · ODS · ODS · ODS · ODS · ODS · ODS · ODS · ODS · ODS · ODS · ODS · ODS | KSČM · KSČM · KSČM · KSČM · KSČM · KSČM · KSČM · KSČM · KSČM | Čtyřkoalice · Čtyřkoalice · Čtyřkoalice · Čtyřkoalice · Čtyřkoalice · Čtyřkoalice · Čtyřkoalice · Čtyřkoalice | ČSSD · ČSSD · ČSSD · ČSSD · ČSSD · ČSSD · ČSSD | SOS · SOS · SOS · SOS · SOS | NEZÁVISLÍ · NEZÁVISLÍ · NEZÁVISLÍ |

### Královéhradecký kraj
| Strana                             | Hlasů   | %     | PM | % |
| ---------------------------------- | ------- | ----- | -- | - |
| Občanská demokratická strana       | 39 953  | 26,85 | 14 |   |
| Čtyřkoalice                        | 39 030  | 26,23 | 14 |   |
| Komunistická strana Čech a Moravy  | 26 764  | 17,99 | 10 |   |
| Česká strana sociálně demokratická | 19 613  | 13,18 | 7  |   |
| Koalice Volby pro město a SOS      | 7 251   | 4,87  | –  | – |
| Koalice ČSNS a NEZÁVISLÍ           | 6 608   | 4,44  | –  | – |
| Strana za životní jistoty          | 4 007   | 2,69  | –  | – |
| Strana venkova                     | 1 926   | 1,29  | –  | – |
| REPUBLIKÁNI MIROSLAVA SLÁDKA       | 1 716   | 1,15  | –  | – |
| ostatní                            |         | <1    | –  | – |
| celkem (účast 34,74 %)             | 148 754 |       | 45 |   |

| ODS · ODS · ODS · ODS · ODS · ODS · ODS · ODS · ODS · ODS · ODS · ODS · ODS · ODS | Čtyřkoalice · Čtyřkoalice · Čtyřkoalice · Čtyřkoalice · Čtyřkoalice · Čtyřkoalice · Čtyřkoalice · Čtyřkoalice · Čtyřkoalice · Čtyřkoalice · Čtyřkoalice · Čtyřkoalice · Čtyřkoalice · Čtyřkoalice | KSČM · KSČM · KSČM · KSČM · KSČM · KSČM · KSČM · KSČM · KSČM · KSČM | ČSSD · ČSSD · ČSSD · ČSSD · ČSSD · ČSSD · ČSSD |

### Pardubický kraj
| Strana                             | Hlasů   | %     | PM | % |
| ---------------------------------- | ------- | ----- | -- | - |
| Čtyřkoalice                        | 41 679  | 29,37 | 15 |   |
| Občanská demokratická strana       | 34 825  | 24,54 | 12 |   |
| Komunistická strana Čech a Moravy  | 24 790  | 17,46 | 9  |   |
| Česká strana sociálně demokratická | 18 985  | 13,37 | 7  |   |
| Sdružení pro Pardubický kraj       | 7 948   | 5,60  | 2  |   |
| NEZÁVISLÍ                          | 5 930   | 4,17  | –  | – |
| Strana venkova                     | 3 330   | 2,34  | –  | – |
| Strana za životní jistoty          | 2 724   | 1,91  | –  | – |
| REPUBLIKÁNI MIROSLAVA SLÁDKA       | 1 457   | 1,02  | –  | – |
| ostatní                            |         | <1    | –  | – |
| celkem (účast 36,46 %)             | 141 908 |       | 45 |   |

| Čtyřkoalice · Čtyřkoalice · Čtyřkoalice · Čtyřkoalice · Čtyřkoalice · Čtyřkoalice · Čtyřkoalice · Čtyřkoalice · Čtyřkoalice · Čtyřkoalice · Čtyřkoalice · Čtyřkoalice · Čtyřkoalice · Čtyřkoalice · Čtyřkoalice | ODS · ODS · ODS · ODS · ODS · ODS · ODS · ODS · ODS · ODS · ODS · ODS | KSČM · KSČM · KSČM · KSČM · KSČM · KSČM · KSČM · KSČM · KSČM | ČSSD · ČSSD · ČSSD · ČSSD · ČSSD · ČSSD · ČSSD | Sdružení pro Pardubický kraj · Sdružení pro Pardubický kraj |

### Jihlavský kraj
| Strana                             | Hlasů   | %     | PM | % |
| ---------------------------------- | ------- | ----- | -- | - |
| Čtyřkoalice                        | 36 014  | 25,46 | 13 |   |
| Komunistická strana Čech a Moravy  | 28 290  | 20,00 | 10 |   |
| Občanská demokratická strana       | 26 673  | 18,85 | 10 |   |
| Sdružení nezávislých kandidátů     | 18 299  | 12,93 | 6  |   |
| Česká strana sociálně demokratická | 16 225  | 11,47 | 6  |   |
| Strana venkova                     | 5 818   | 4,11  | –  | – |
| PROSPERITA VYSOČINY                | 2 694   | 1,90  | –  | – |
| Strana za životní jistoty          | 2 222   | 1,57  | –  | – |
| Koalice ČSNS a NEZÁVISLÍ           | 2 110   | 1,49  | –  | – |
| REPUBLIKÁNI MIROSLAVA SLÁDKA       | 1 722   | 1,21  | –  | – |
| ostatní                            |         | <1    | –  | – |
| celkem (účast 35,86 %)             | 141 430 |       | 45 |   |

| Čtyřkoalice · Čtyřkoalice · Čtyřkoalice · Čtyřkoalice · Čtyřkoalice · Čtyřkoalice · Čtyřkoalice · Čtyřkoalice · Čtyřkoalice · Čtyřkoalice · Čtyřkoalice · Čtyřkoalice · Čtyřkoalice | KSČM · KSČM · KSČM · KSČM · KSČM · KSČM · KSČM · KSČM · KSČM · KSČM | ODS · ODS · ODS · ODS · ODS · ODS · ODS · ODS · ODS · ODS | SNK · SNK · SNK · SNK · SNK · SNK | ČSSD · ČSSD · ČSSD · ČSSD · ČSSD · ČSSD |

### Brněnský kraj
| Strana                             | Hlasů   | %     | PM | % |
| ---------------------------------- | ------- | ----- | -- | - |
| Čtyřkoalice                        | 98 290  | 31,94 | 23 |   |
| Komunistická strana Čech a Moravy  | 64 620  | 20,18 | 15 |   |
| Občanská demokratická strana       | 56 630  | 18,22 | 13 |   |
| Česká strana sociálně demokratická | 41 803  | 13,45 | 9  |   |
| NESTRANÍCI PRO MORAVU              | 21 005  | 6,76  | 5  |   |
| MORAVSKÁ KOALICE                   | 6 735   | 2,16  | –  | – |
| Koalice ČSNS a NEZÁVISLÍ           | 5 676   | 1,82  | –  | – |
| Strana zelených                    | 4 830   | 1,55  | –  | – |
| REPUBLIKÁNI MIROSLAVA SLÁDKA       | 4 474   | 1,44  | –  | – |
| Strana za životní jistoty          | 4 320   | 1,39  | –  | – |
| ostatní                            |         | <1    | –  | – |
| celkem (účast 34,93 %)             | 310 648 |       | 65 |   |

| Čtyřkoalice · Čtyřkoalice · Čtyřkoalice · Čtyřkoalice · Čtyřkoalice · Čtyřkoalice · Čtyřkoalice · Čtyřkoalice · Čtyřkoalice · Čtyřkoalice · Čtyřkoalice · Čtyřkoalice · Čtyřkoalice · Čtyřkoalice · Čtyřkoalice · Čtyřkoalice · Čtyřkoalice · Čtyřkoalice · Čtyřkoalice · Čtyřkoalice · Čtyřkoalice · Čtyřkoalice · Čtyřkoalice | KSČM · KSČM · KSČM · KSČM · KSČM · KSČM · KSČM · KSČM · KSČM · KSČM · KSČM · KSČM · KSČM · KSČM · KSČM | ODS · ODS · ODS · ODS · ODS · ODS · ODS · ODS · ODS · ODS · ODS · ODS · ODS | ČSSD · ČSSD · ČSSD · ČSSD · ČSSD · ČSSD · ČSSD · ČSSD · ČSSD | NESTRANÍCI PRO MORAVU · NESTRANÍCI PRO MORAVU · NESTRANÍCI PRO MORAVU · NESTRANÍCI PRO MORAVU · NESTRANÍCI PRO MORAVU |

### Olomoucký kraj
| Strana                             | Hlasů   | %     | PM | % |
| ---------------------------------- | ------- | ----- | -- | - |
| Čtyřkoalice                        | 40 566  | 24,19 | 15 |   |
| Komunistická strana Čech a Moravy  | 36 051  | 21,50 | 13 |   |
| Občanská demokratická strana       | 31 828  | 18,98 | 12 |   |
| Česká strana sociálně demokratická | 27 399  | 16,34 | 10 |   |
| NEZÁVISLÍ                          | 15 707  | 9,36  | 5  |   |
| Náš kraj 21                        | 4 324   | 2,57  | –  | – |
| MORAVSKÁ KOALICE                   | 3 371   | 2,01  | –  | – |
| Strana za životní jistoty          | 2 529   | 1,50  | –  | – |
| ŠANCE PRO OLOMOUCKÝ KRAJ           | 2 115   | 1,26  | –  | – |
| REPUBLIKÁNI MIROSLAVA SLÁDKA       | 2 073   | 1,23  | –  | – |
| ostatní                            |         | <1    | –  | – |
| celkem (účast 34,19 %)             | 167 639 |       | 55 |   |

| Čtyřkoalice · Čtyřkoalice · Čtyřkoalice · Čtyřkoalice · Čtyřkoalice · Čtyřkoalice · Čtyřkoalice · Čtyřkoalice · Čtyřkoalice · Čtyřkoalice · Čtyřkoalice · Čtyřkoalice · Čtyřkoalice · Čtyřkoalice · Čtyřkoalice | KSČM · KSČM · KSČM · KSČM · KSČM · KSČM · KSČM · KSČM · KSČM · KSČM · KSČM · KSČM · KSČM | ODS · ODS · ODS · ODS · ODS · ODS · ODS · ODS · ODS · ODS · ODS · ODS | ČSSD · ČSSD · ČSSD · ČSSD · ČSSD · ČSSD · ČSSD · ČSSD · ČSSD · ČSSD | NEZÁVISLÍ · NEZÁVISLÍ · NEZÁVISLÍ · NEZÁVISLÍ · NEZÁVISLÍ |

### Zlínský kraj
| Strana                                   | Hlasů   | %     | PM | % |
| ---------------------------------------- | ------- | ----- | -- | - |
| Čtyřkoalice                              | 51 667  | 31,36 | 15 |   |
| Občanská demokratická strana             | 30 421  | 18,46 | 9  |   |
| Komunistická strana Čech a Moravy        | 26 852  | 16,30 | 8  |   |
| Česká strana sociálně demokratická       | 24 916  | 15,12 | 7  |   |
| Zlínské hnutí nezávislých                | 19 685  | 11,59 | 6  |   |
| MORAVSKÁ KOALICE                         | 4 150   | 2,51  | –  | – |
| KOALICE NEPARLAMENTNÍCH STRAN (SZ a SŽJ) | 2 155   | 1,30  | –  | – |
| REPUBLIKÁNI MIROSLAVA SLÁDKA             | 1 769   | 1,07  | –  | – |
| Koalice ČSNS a NEZÁVISLÍ                 | 1 721   | 1,04  | –  | – |
| ostatní                                  |         | <1    | –  | – |
| celkem (účast 36,07 %)                   | 164 727 |       | 45 |   |

| Čtyřkoalice · Čtyřkoalice · Čtyřkoalice · Čtyřkoalice · Čtyřkoalice · Čtyřkoalice · Čtyřkoalice · Čtyřkoalice · Čtyřkoalice · Čtyřkoalice · Čtyřkoalice · Čtyřkoalice · Čtyřkoalice · Čtyřkoalice · Čtyřkoalice | ODS · ODS · ODS · ODS · ODS · ODS · ODS · ODS · ODS | KSČM · KSČM · KSČM · KSČM · KSČM · KSČM · KSČM · KSČM | ČSSD · ČSSD · ČSSD · ČSSD · ČSSD · ČSSD · ČSSD | ZHN · ZHN · ZHN · ZHN · ZHN · ZHN |

### Ostravský kraj
| Strana                                   | Hlasů   | %     | PM | % |
| ---------------------------------------- | ------- | ----- | -- | - |
| Občanská demokratická strana             | 82 952  | 26,51 | 20 |   |
| Komunistická strana Čech a Moravy        | 78 190  | 24,98 | 18 |   |
| Čtyřkoalice                              | 52 500  | 16,77 | 12 |   |
| Česká strana sociálně demokratická       | 48 700  | 15,56 | 11 |   |
| Sdružení nezávislých kandidátů           | 17 340  | 5,54  | 4  |   |
| NEZÁVISLÍ                                | 9 528   | 3,04  | –  | – |
| Coexistentia-Soužití                     | 7 238   | 2,31  | –  | – |
| Moravskoslezská koalice                  | 5 659   | 1,80  | –  | – |
| REPUBLIKÁNI MIROSLAVA SLÁDKA             | 4 691   | 1,49  | –  | – |
| KOALICE NEPARLAMENTNÍCH STRAN (SZ a SŽJ) | 3 177   | 1,01  | –  | – |
| ostatní                                  |         | <1    | –  | – |
| celkem (účast 32,24 %)                   | 312 903 |       | 65 |   |

| ODS · ODS · ODS · ODS · ODS · ODS · ODS · ODS · ODS · ODS · ODS · ODS · ODS · ODS · ODS · ODS · ODS · ODS · ODS · ODS | KSČM · KSČM · KSČM · KSČM · KSČM · KSČM · KSČM · KSČM · KSČM · KSČM · KSČM · KSČM · KSČM · KSČM · KSČM · KSČM · KSČM · KSČM | Čtyřkoalice · Čtyřkoalice · Čtyřkoalice · Čtyřkoalice · Čtyřkoalice · Čtyřkoalice · Čtyřkoalice · Čtyřkoalice · Čtyřkoalice · Čtyřkoalice · Čtyřkoalice · Čtyřkoalice | ČSSD · ČSSD · ČSSD · ČSSD · ČSSD · ČSSD · ČSSD · ČSSD · ČSSD · ČSSD · ČSSD | SNK · SNK · SNK · SNK |